# 카무이에쿠우치카우시산

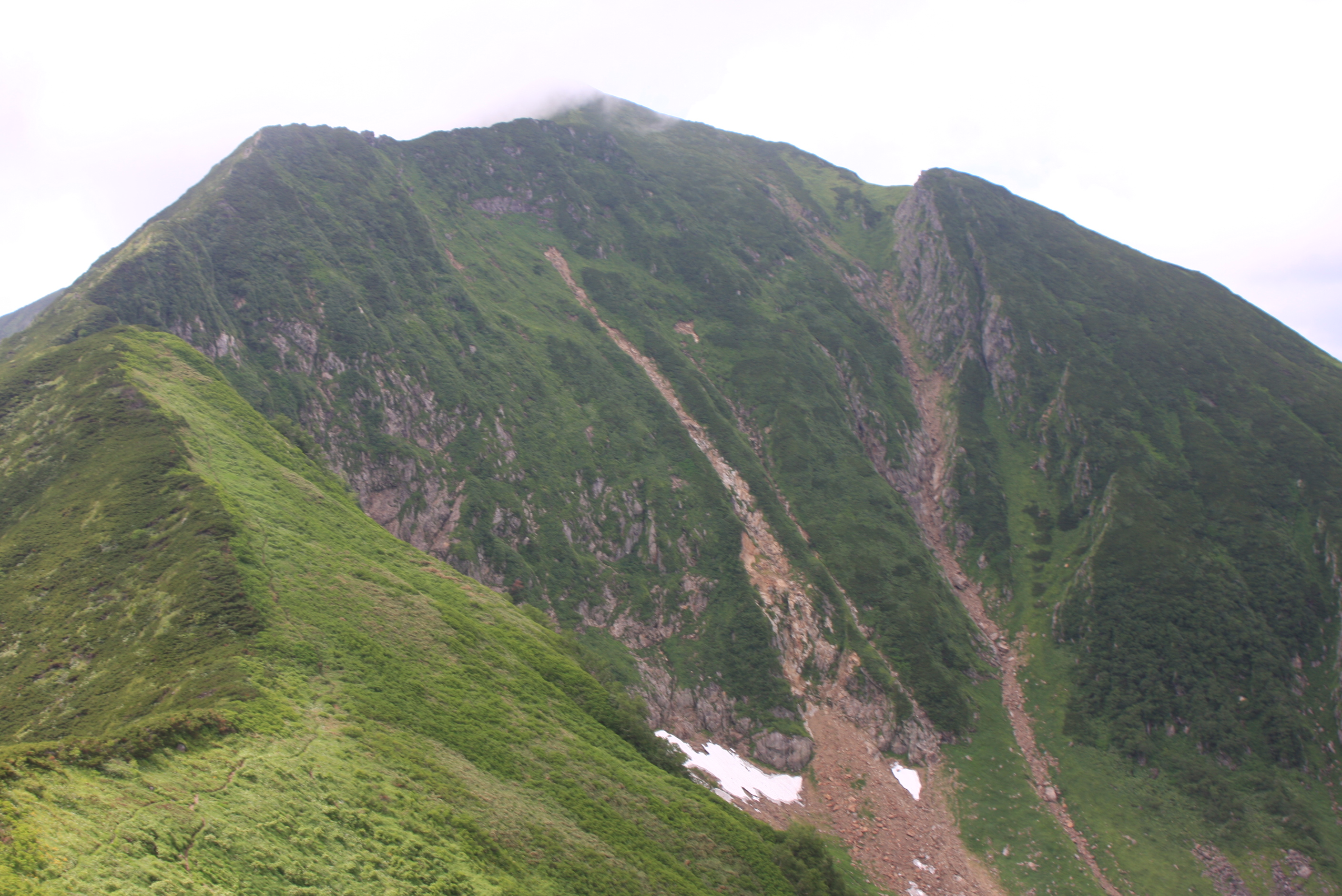
카무이에쿠우치카우시산

카무이에쿠우치카우시산(아이누어: カムイエクウチカウシ山)은 홋카이도 히다카산맥에 있는 산이다. 일본이백명산 중 하나다. 그 이름은 아이누어로, “카무이가 굴러떨어질 산”이라는 뜻이다.